# Schöneberg, Bad Kreuznach
Schöneberg är en kommun och ort i Landkreis Bad Kreuznach i förbundslandet Rheinland-Pfalz i Tyskland.
Kommunen ingår i kommunalförbundet Verbandsgemeinde Langenlonsheim-Stromberg tillsammans med ytterligare 16 kommuner.